# اکسپرنولول
اکسپرنولول (انگلیسی: Oxprenolol) (با نام‌های تجاری Trasacor, Trasicor, Coretal, Laracor, Slow-Pren, Captol, Corbeton, Slow-Trasicor, Tevacor, Trasitensin, Trasidex) یک دارو و مسدودکننده‌ای غیرانتخابی بتا با مقداری مسیر فعالیت است. این دارو برای درمان آنژین صدری، ریتم غیرطبیعی قلب و فشار خون بالا به کار می‌رود.
اکسپرنولول یک مسدودکننده بتا چربی‌دوست است که از سد خونی مغزی راحت‌تر از بتا بلاکرهای محلول در آب گذز می‌کند. به این ترتیب، با بروز بیشتر عوارض جانبی مربوط به CNS نسبت به مسدودکننده‌های بتا با مولکول‌های آبدوست بیشتری مانند آتنولول، سوتالول و نادولول همراه است.
اکسپرنولول یک مسدودکننده بتا قوی است و به دلیل سطح پایین بتا در نتیجه کاهش سطح بتا به دلیل سایر داروهای آسم و همچنین به دلیل اینکه می‌تواند باعث نارسایی و التهاب راه‌های هوایی غیرقابل برگشت، اغلب کشنده، شود، نباید تحت هیچ شرایطی برای بیماران آسمی تجویز شود.

## فارماکولوژی

### فارماکودینامیک
اکسپرنولول یک مسدودکننده بتا است. افزون بر این، مشخص شده‌است که به عنوان یک آنتاگونیست گیرنده‌های سروتونین 5-HT1A و 5-HT1B با مقادیر Ki مربوط به ۹۴٫۲ نانومولار و ۶۴۲ نانومولار در بافت مغز موش عمل می‌کند.